# 刺槐叉丝壳
刺槐叉丝壳（学名：Microsphaera robiniae）是属于白粉菌目白粉菌科叉丝壳属的一种真菌，寄生在豆科植物上。该种分布于中国。